# Les Tambours du Bronx
Les Tambours du Bronx est un groupe français de musique industrielle, originaire de Varennes-Vauzelles, dans la Nièvre. Leurs concerts suivent une scénographie basée sur le rythme des percussions. Leur musique était (entre 1987 et 2018) un mélange de musique industrielle, afrobeat, rock, techno et musiques du monde, devenu très largement metal avec intervention de chanteurs et musiciens dès leur album WOMP. Le groupe est composé de 13 musiciens aux bidons le tout complété par un synthétiseur, et des samples, accompagnés, dès 2018, d'une batterie (version CORROS) ou de 11 musiciens aux bidons accompagnés d'un synthétiseur, une batterie, deux guitares, d'une basse et 1 à 3 chanteurs (version WOMP).

## Histoire

### Débuts
Les Tambours du Bronx sont nés en 1987 à Varennes-Vauzelles, commune adjacente à Nevers.
Leur nom vient d'un quartier de la commune surnommé « Le Bronx » à cause de son quadrillage de rues et de ses alignements de maisons identiques, de couleur sombre. Ce quartier était alors habité en majorité par les ouvriers des ateliers de la SNCF, d'où proviennent les premiers bidons utilisés par les jeunes des Tambours du Bronx qui puisent originellement leur inspiration dans le rythme des ateliers et des locomotives. Le nom du groupe est aussi un clin d’œil à un bar de Nevers aujourd'hui fermé « Le Broadway », lieu de rendez-vous des rockers de la ville fréquenté par les membres du groupe avant sa formation, jouant ainsi sur l'opposition (Broadway faisant référence au centre-ville bourgeois) face à Varennes-Vauzelles, la banlieue ouvrière de Nevers. Le noyau d'origine du groupe est issu d'une bande de « Blousons noirs », surnommée « la bande de Vauzelles » qui se retrouvait autour de leurs passions communes : les DS Citroën, le rock, la camaraderie virile, la fête,… à l'image des bandes de ce mouvement culturel des années 1960.
La première prestation des Tambours du Bronx ne devait être qu'un événement unique, dans le cadre du festival de court-métrage De Nevers à l'aube. La compagnie de musiciens fait le choix de l'autoproduction via la SARL Tambours du Bronx Productions en 1991. En 1992, ils enregistrent sous la direction de Philippe Poustis, avec l'Orchestre Philharmonique des Pays-de-Loire (OPPL) et l'ensemble de voix bulgares Trakia, un album intitulé Grand Mix (FNAC Music, sortie en 1993). En 2008, ils travaillent avec Jaz Coleman (Killing Joke) sur la création de trois titres.
Les Tambours du Bronx sont à l'origine du générique de La semaine des guignols sur Canal+ en 1997.

### Années 2000–2010

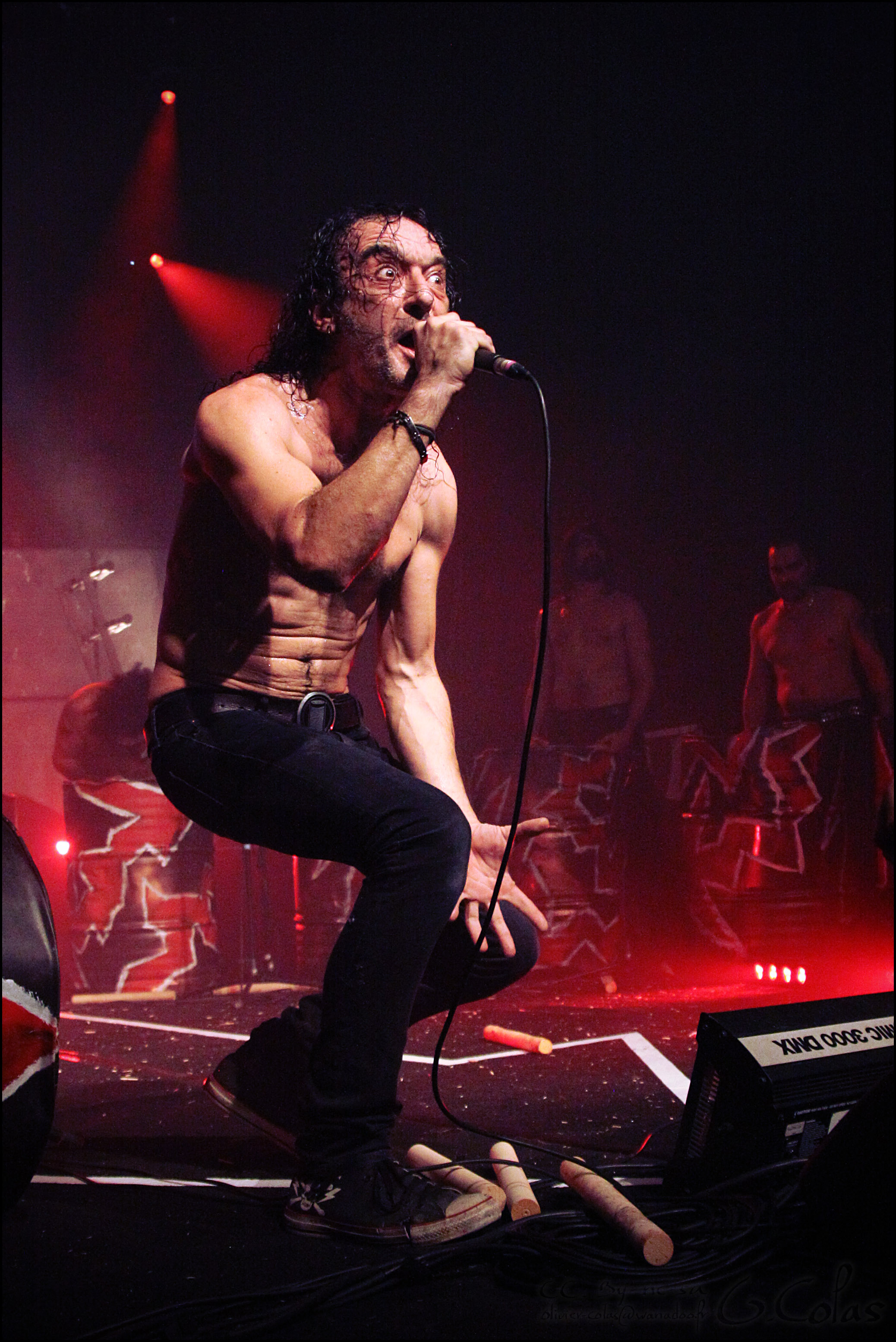
Chanteur des Tambours du Bronx en 2013.

En 2007, lors du festival Léz'Arts Scéniques à Sélestat dans le Bas-Rhin, Sepultura rencontre Les Tambours du Bronx. Naît alors l'idée d'un projet de collaboration entre les deux formations. Ce projet aboutit en 2011 avec le morceau Structure Violence présent sur l'album Kairos. Après avoir cosigné ce morceau, les deux groupes se produisent ensemble à Rock In Rio,,,,. Les deux groupes remontent à nouveau ensemble à Lisbonne et au Wacken Open Air en 2012, et de nouveau à Rock In Rio, au Brésil, en septembre 2013,,,,, en première partie de Metallica et de Alice In Chains, devant 200 000 personnes et à Times Square en septembre 2014,. Parallèlement la tournée anniversaire pour les 25 ans, du groupe se poursuit en France,, et dans le reste de l'Europe,.
Ils jouent avec Les Frères Morvan au Festival des Vieilles Charrues 2009. Un album studio, MMIX,, sort à l'automne 2009 chez le label indépendant At(h)ome. Le DVD live qui en découle, Fukushima mon amour, capté au Phare de Tournefeuille (Toulouse), sort en octobre 2011 sur le même label. La présence de scènes de vie, de reportages et de nombreux passages mis en scène, en font un objet différent du premier DVD.
Ils participent à la bande originale du film l'Ordre et la Morale de Mathieu Kassovitz, sorti en 2011.
Ils se produisent aux États-Unis, au Brésil, aux Émirats arabes unis, au Maroc, en Tunisie, en Grèce, à La Réunion, à Djibouti, en Slovénie, en Égypte, en Norvège, à Dubaï, en Chine, à Hong-Kong et dans toute l'Europe occidentale. Ils ont également participé au défilé sur les Champs-Élysées lors du bicentenaire de la révolution française imaginé par Jean-Paul Goude en 1989,, joué le thème d'introduction du concert au Champ-de-Mars de Johnny Hallyday au pied de la tour Eiffel, pour ses quarante ans de carrière,, six semaines de tournée à travers les États-Unis en 2000,, le Sziget Festival en première partie de KoЯn à Budapest en 2005, puis à nouveau en 2013 en première partie de David Guetta, le Festival de Roskilde en première partie de Jimmy Page et Robert Plant au Danemark en 1992 et 1995, le Stade de France en 2006, le Zenith de Paris, avec l'orchestre des Lauréats du Conservatoire national supérieur de musique et de danse de Paris en 2007, Rock In Rio en 2011 au Brésil, 2012 à Lisbonne, puis 2013, de nouveau à Rio de Janeiro.
Entre 2015 et 2017, le groupe produit Corros,. Les Tambours du Bronx se retrouvent. Après une résidence au Havre,, cette tournée mène le groupe dans divers endroits de France ainsi qu’en Allemagne, en Belgique, en Suisse, en Italie et en Autriche. Le groupe participe aussi aux célébrations du Centenaire de Verdun,,
Fin 2017, à la suite de leurs rencontres avec le groupe Sepultura, les Tambours du Bronx font une tournée métal : « Weapons of Mass Percussion ». Deux membres du groupe passent à la guitare électrique, un troisième à la basse tandis que plusieurs arrivées sont annoncées dont Franky Constanza à la batterie, Stéphane Buriez ou Reuno Wangermez au chant. 
Une résidence débute en février 2018 à la salle de spectacle du Silex à Auxerre,,,. La tournée commence le 20 mars à Paris, à la Machine du Moulin Rouge,,,,,. Début septembre 2018, le groupe annonce la sortie de l'album W.O.M.P. (Weapons of Mass Percussion), le premier du groupe orienté vers le heavy metal. Le 16 septembre, le groupe annonce sur la scène de la Halle Verrière de Meisenthal au Festival Euroclassic, la renaissance de la tournée classique qui se joue ce soir là à guichet complet,.

### Années 2020
En 2020, Les Tambours du Bronx sont invités à participer au nouvel album Fields Of Blood du groupe de heavy metal allemand Grave Digger, à la suite d'une mise en relation par un collaborateur des deux groupes,, sur les titres The Clansman’s Journey et The Heart of Scotland.

## Techniques

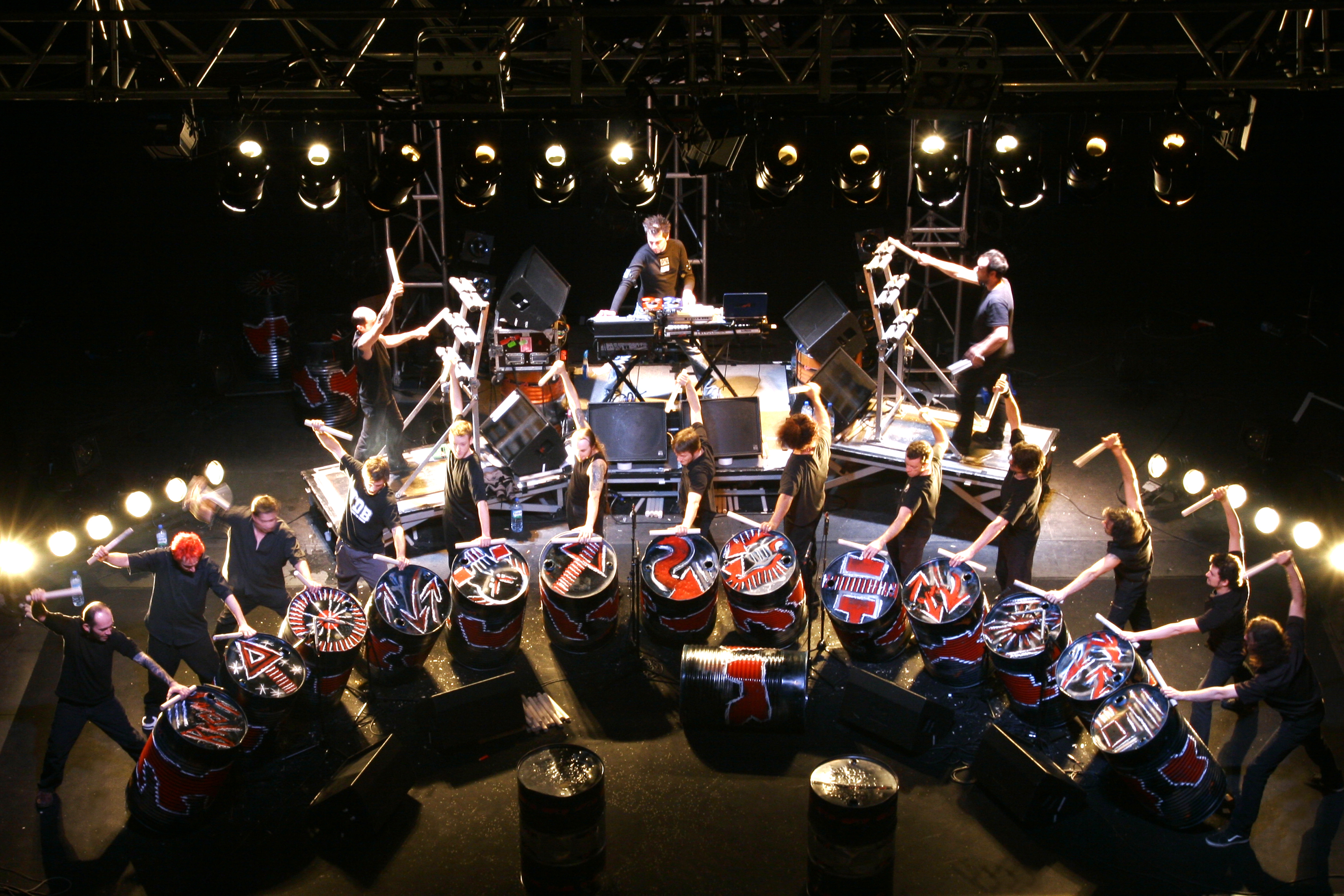
Les Tambours du Bronx en concert.

- Les bidons utilisés depuis les débuts sont des Monostress de 225 litres, choisis pour leur résonance et leur souplesse. Ils sont reçus bruts par semi-remorque, puis peints par les TDB dans leurs locaux. Un bidon fait deux concerts, un par face. Il finit donné au public lors du second concert. Ces bidons ne sont plus aux normes Européennes, et sont introuvables depuis 2008. Les Tambours du Bronx utilisent désormais des bidons appelés « Monocorps », un peu plus épais (0,7 mm)[60].

- Sur une tournée classique, il y a 15 musiciens jouant sur des bidons sur scène, 2 musiciens aux stands à samples, et un musicien à l'electro. L'arc de cercle des bidons est divisé en trois parties appelées « Bases », « Milieux » et « Rythmiques ».
- Pour la tournée metal, Weapons of Mass Percussion, l'équipe de percussionnistes est diminuée : deux tambours passent à la guitare et un troisième à la basse[61]. Cette version ne fera pas l'unanimité chez certains puristes, mais rencontrera un franc succès auprès du public metal et des festivals d'été.
- Depuis leur création, ils ont cassé environ 16 000 bidons et 140 000 mailloches[62],[63]

## Discographie

### Albums studio
- 1989 : Ça sonne pas beau un bidon ?
- 1992 : Monostress 225 L
- 1993 : Grandmix'
- 1999 : Silence (novembre 1999)
- 2003 : Stereostress Remixes (avril 2003)
- 2009 : MMIX (octobre 2009)
- 2015 : Corros (mars 2015)
- 2018 : W.O.M.P (19 octobre 2018)[64]
- 2023 : Evilution (1er juin 2023)

### Albums live
- 2001 : Live (octobre 2001)
- 2006 : DVD Live (mars 2006)
- 2006 : Bronx Live (novembre 2006)
- 2011 : Fukushima Mon Amour, DVD (octobre 2011)
- 2014 : Metal Veins alive at Rock In Rio - Sepultura et les Tambours du Bronx (septembre 2014)[65],[66]